# 蕭璿 (天順進士)
蕭璿（1436年—？），字子璣，福建漳州府龍溪縣人，明朝政治人物。進士出身。

## 生平
福建鄉試第十名。天順八年（1464年）甲申科會試第一百八十名，殿試登進士第三甲第一百零一名。

## 家族
曾祖蕭順甫。祖父蕭添祿。父亲蕭孟耀。